# アンリ・デロージュ
アンリ・デロージュ（Henri Deloge、1874年11月21日 サン＝マンデ - 1961年12月27日 ブール＝ラ＝レーヌ）は、フランスの陸上競技選手。

## 経歴
1900年パリオリンピックに出場。1500mではイギリスのチャールズ・ベネットに次いで2位でゴールし銀メダルを獲得。さらに5000m団体にも出場。フランスチームの銀メダル獲得に貢献した。
デロージュはさらに800mに出場。準決勝で勝利し決勝に進出するも、決勝では4位で惜しくもメダルはならなかった。